# Lipase
Lipases são enzimas que atuam sobre lipídios, catalisando alguma reação química que estas moléculas possam sofrer. No sistema digestivo humano, ela tem como função, basicamente, transformar lipidos (Gorduras) em ácidos graxos e glicerol, isto ocorre quando o pâncreas libera um suco que contém várias enzimas, uma delas é a lipase,  no intestino delgado.

## Uso Industrial
Algumas lipases são adicionadas durante o processo da fabricação do sabão em pó, com o intuito de se retirar manchas de gordura das roupas e objetos.
Lipases também são utilizadas no tratamento de efluentes industriais com alta carga orgânica, como os efluentes de laticínios e aviários.